# (35114) 1992 DC7
1992 DC7 (asteroide 35114) é um asteroide da cintura principal. Possui uma excentricidade de 0.07179820 e uma inclinação de 3.15706º.
Este asteroide foi descoberto no dia 29 de fevereiro de 1992 por UESAC em La Silla.